# باغ کهنه
باغ کهنه مربوط به دوره آل بویه است و در شهرستان کاشان، ۶ کیلومتری جنوب غربی جاده کاشان به فین واقع شده و این اثر در تاریخ ۲۲ آبان ۱۳۸۶ با شمارهٔ ثبت ۲۰۰۰۶ به‌عنوان یکی از آثار ملی ایران به ثبت رسیده است.